# Piero di Puccio
Pour les articles homonymes, voir Puccio (homonymie).
Piero di Puccio  ou Pietro di Puccio  est un mosaïste  et un peintre italien gothique de l'école ombrienne qui fut actif au XIVe siècle. 

## Biographie
Piero di Puccio, également connu sous le nom de Pietro di Puccio, est un peintre italien  de la période gothique, élève de Ugolino di Prete Ilario et Francesco Traini, actif principalement à Orvieto, Pise et Milan.
De 1357 à 1364 il a travaillé à la Chapelle du Corporal de la Cathédrale d'Orvieto (en collaboration de Ugolino di Prete Ilario).
En 1365, il a été à Milan au service de Gian Galeazzo Visconti.
En 1376, il réalisa les mosaïques de la Cathédrale d'Orvieto.
De 1389 à 1391, il a peint une fresque Histoire de la Genèse, de la création au déluge sur le mur nord du Camposanto de Pise. La fresque a été dévastée au cours des bombardements alliés pendant la Seconde Guerre mondiale.

## Œuvres
- Histoire de la Genèse, de la création au déluge et Couronnement de la Vierge (fresques), mur nord du Camposanto, Pise.

## Sources
- x